# スルヴァシュ
スルヴァシュ （Soulvache）は、フランス、ペイ・ド・ラ・ロワール地域圏、ロワール＝アトランティック県のコミューン。

## 地理

県におけるスルヴァシュの位置

スルヴァシュは県最北部にあり、イル＝エ＝ヴィレーヌ県に分け入ったところにある。シャトーブリアンの北14km、レンヌの南35km、ナントの北68kmのところにある。
スルヴァシュの北側境界をサムノン川が流れ、ヴィレーヌ川に合流する。ブリュツ川はサムノン川の支流である。
スルヴァシュは比較的穏やかな海洋性気候のもとにある。年間降水量は700ミリメートル以下である。冬は平均して湿気が多く温暖である。夏は比較的乾燥し、適度に暑く、日射量が多い。
コミューンを南北に、ルジェからトゥリーに至る県道163号線がコミューンの西側境界沿いに貫いている。東西にコミューンを走る県道110号線もある。

## 由来
17世紀までの地名はスー＝ル＝ヴァル（Sous-le-Val）であった。

## 歴史

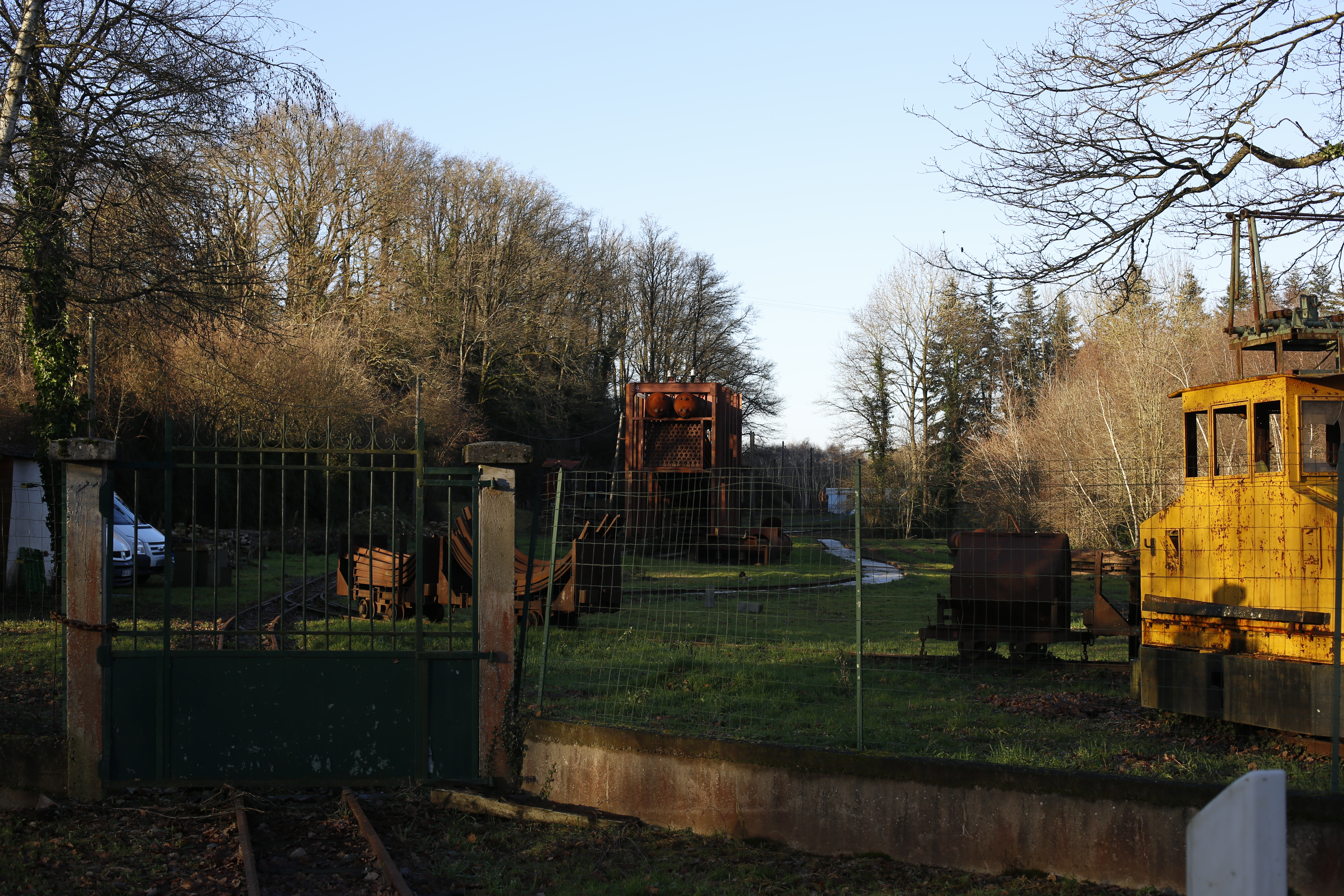
ブリュツ鉄鉱跡

私たちはルドンのサン・ソヴール修道院が作成した特許状台帳の中に、9世紀からこの教区の痕跡を見つけることができる。言い伝えではある隠者の話を伝えている。彼は地元の領主の要請に応じて、サン・フィアクルに捧げる礼拝堂を創設した。教区はサムノン川両岸で成長していった。現在も中世の遺構、モット・アンド・ベーリーと塔、旧教区教会を見ることができる。スルヴァシュはシャトーブリアンからレンヌへの道の途上にあった。王家の道（Voie royale）と呼ばれたように、サムノン川にかかる橋にまで及んでいた。この橋は遺構となってまだ川の中に残っている。
現在の町のかたちが整ったのは17世紀である。町は川の位置からより標高が高く、遠い場所にあった。
1920年代に町は復興を経験し、人口が2倍になった。これはボンヌ・フォンテーヌ集落にあるブリュツ鉄鉱の開発に起因する。1912年にブルターニュ鉄鉱会社によって始められ、1920年に鉄鉱はJ.J. Carnaud et Forges de Basse-Indre社に買収された。大勢の外国人たち（その中でも多くを占めたのはポーランド出身者だった）がここで働いていた。コミューンは労働者の都市となった。1950年代に鉱山は閉山した。

## 人口統計
| 1962年 | 1968年 | 1975年 | 1982年 | 1990年 | 1999年 | 2006年 | 2012年 |
| ------ | ------ | ------ | ------ | ------ | ------ | ------ | ------ |
| 634    | 582    | 502    | 430    | 402    | 402    | 393    | 389    |

source=1999年までLdh/EHESS/Cassini、2004年以降INSEE

## 史跡
- サン・ジャック教会 - 19世紀建設。12世紀から17世紀まであったサン・ジャン教会の替わりに建てられた。サン・ジャン教会はその後小学校の校舎として使われ、現在は自治体のホールとなっている。
- サン・フィアクル礼拝堂 - 17世紀。メロヴィング朝時代に神殿が建っていた場所にある。19世紀半ばから、時に有名なミサがあげられた。

そのほか、鉱山労働者の流入に伴い、1923年にボンヌ・フォンテーヌの鉱山地区にポーランド人礼拝堂が建設された。